# Wildlife Trust of India

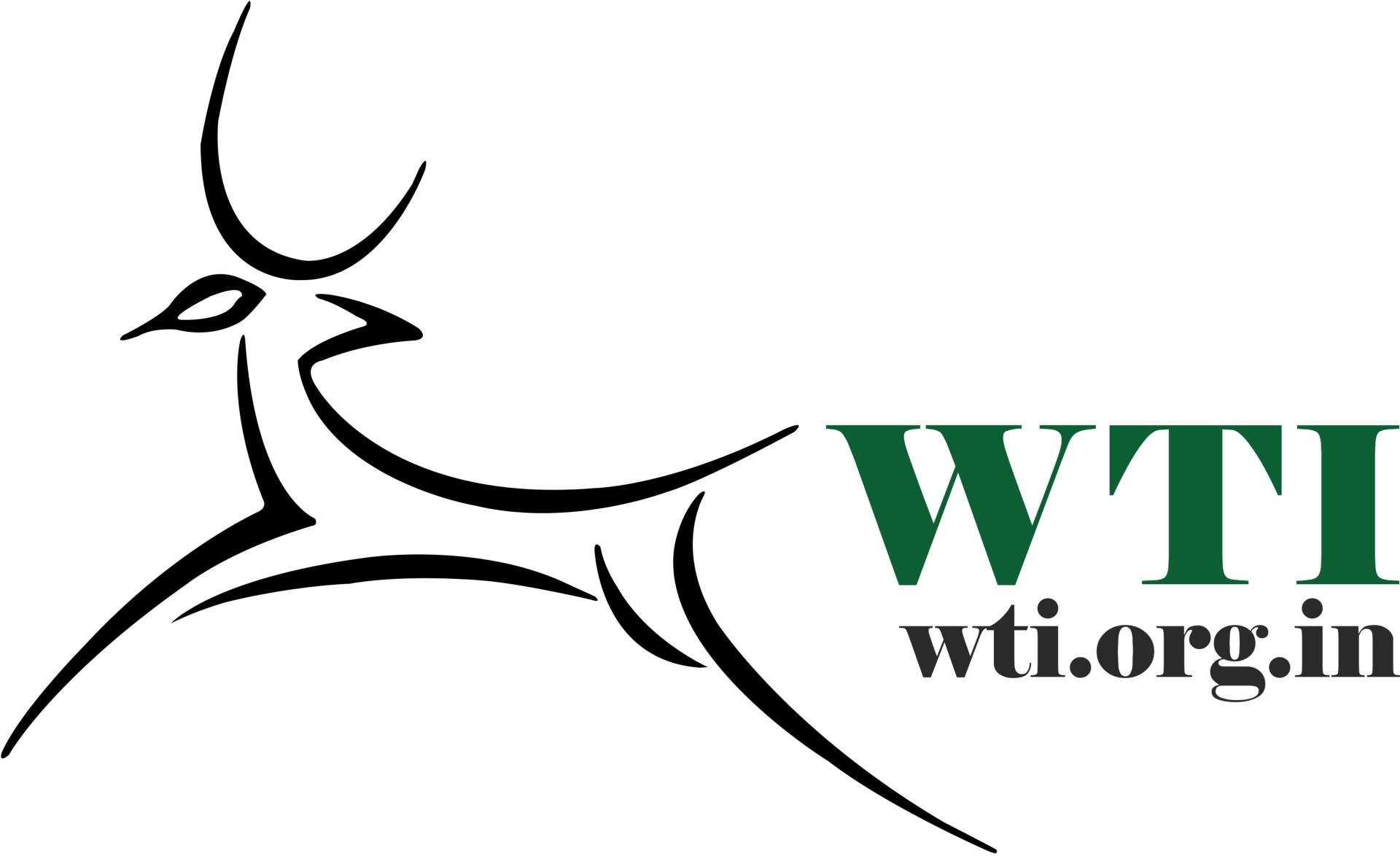
Logo de Wildlife Trust of India (WTI)

La Wildlife Trust of India, (WTI) est une association à but non lucratif indienne spécialisée dans la protection de la vie sauvage, enregistrée comme caritative,. Basée à New Delhi, elle a été créée en novembre 1998 en réponse à la rapide détérioration de la faune indienne.